# George van Brandenburg-Ansbach
George van Brandenburg-Ansbach bijgenaamd de Vrome (Ansbach, 4 maart 1484 – aldaar, 27 december 1543) was van 1515 tot aan zijn dood markgraaf van Brandenburg-Ansbach, van 1523 tot aan zijn dood hertog van Jägerndorf en van 1532 tot aan zijn dood hertog van Opole-Ratibor. Hij behoorde tot het huis Hohenzollern.

## Levensloop
George werd geboren als de derde van acht zonen van markgraaf Frederik I van Brandenburg-Ansbach en Sophia van Polen, dochter van koning Casimir IV van Polen. Via zijn moeder was George verwant met het koninklijk hof in Boeda. In 1506 trad hij in dienst van zijn oom, koning Wladislaus II van Hongarije en Bohemen, en in 1515 werd hij toevertrouwd met de regering van het hertogdom Opole. In 1516 werd hij lid van de regentenraad die in Hongarije werd geïnstalleerd voor de jonge koning Lodewijk II en George was ook de voogd van Lodewijk.
In 1515 zette hij samen met zijn oudere broer Casimir zijn vader af als markgraaf van Brandenburg-Ansbach-Kulmbach omdat diens spilzuchtige levensstijl de financiën van de staat verwoestte. Frederik werd tot aan Casimirs dood in 1527 gevangengezet, terwijl Casimir markgraaf van Brandenburg-Kulmbach en George markgraaf van Brandenburg-Ansbach werd. Omdat George grotendeels in Hongarije verbleef, regeerde Casimir in feite ook over het markgraafschap Brandenburg-Ansbach.
Aan het hof van Hongarije waren er twee partijen die elkaar bekampten: de Magyaarse partij onder leiding van Johan Zápolya en de Duitse partij onder leiding van George, wiens autoriteit toenam door een erfverdrag te sluiten met de kinderloze hertog Jan II van Opole-Ratibor. Tegelijkertijd kreeg hij van de Boheemse koning de districten Oderberg, Beuthen en Tarnowitz toegewezen, wat echter de hoge schulden die hij als markgraaf van Brandenburg-Ansbach had niet oploste.
Toen George in 1523 het hertogdom Jägerndorf bemachtigde, kwam hij in het bezit van volledig Opper-Silezië. Als eigenaar en hypotheekhouder van deze gebieden plaveide hij de weg voor de introductie van de Protestantse Reformatie in zijn gebieden, alsook in het markgraafschap Brandenburg-Ansbach. In 1532 erfde het hertogdom Opole-Ratibor.
George was de allereerste vorst die de Reformatie begon te steunen. De eerste werken over de Reformatie begonnen George voor het protestantisme te winnen. De zelfverzekerde geloofsgetuigenis van Maarten Luther op de Rijksdag van Worms in 1521 maakte een diepe indruk op hem, evenals de krachtige preken van evangelische predikers in 1522 in Neurenberg. Nadat hij de Lutherbijbel, die in 1522 werd gepubliceerd, had bestudeerd, raakte hij persoonlijk overtuigd van het protestantisme en werd hij een hevige voorstander van de Reformatie. Hij begon zelfs te corresponderen met Luther en ging met hem in discussie over belangrijke geloofsproblemen en in 1524 ontmoette hij hem persoonlijk tijdens onderhandelingen over de secularisatie van de Duitse Ordestaat door Georges broer Albrecht tot het hertogdom Pruisen.
Na de troonsbestijging van koning Lodewijk II van Hongarije en Bohemen in januari 1522 werd George in zijn reformatiepogingen geholpen door diens echtgenote Maria, de zus van keizer Karel V die sympathieën had voor de ideeën van Luther. Als adviseur van de jonge koning verdedigde George op felle wijze de Reformatie tegen de invloeden en de intriges van zijn kerkelijke opponenten en kon hij hun gewelddadige maatregelen op succesvolle wijze tegenhouden. Door de goede relaties die hij had met hertog Frederik II van Liegnitz en hertog Karel I van Münsterberg-Oels, twee vorsten die ook de Reformatie steunden, kon hij gemakkelijker de Reformatie invoeren in zijn Silezische landerijen. Het was echter vooral door zijn eigen persoonlijke invloed, energie en praktische geest dat hij de lutherse doctrine kon invoeren. Hij deed pogingen om predikers te zoeken voor het nieuwe geloof in Hongarije, Silezië en Brandenburg-Ansbach en probeerde de kerkorde van Brandenburg-Neurenberg in te voeren, die in Brandenburg-Ansbach al acceptatie had gevonden.
In het markgraafschap Brandenburg-Ansbach had George het echter moeilijk om de Reformatie in te voeren, hoewel de volksgeest niet afkerig was voor deze ideeën. Zijn broer Casimir was door zijn huwelijk met een Beierse prinses en zijn militaire dienst voor het Heilige Roomse Rijk nauwer geallieerd met de katholieke kerk en verzette zich tegen de Reformatie. Onder de druk van de Staten moest Casimir preken toelaten volgens de lutherse doctrine, maar hij liet de katholieke kerkceremonies behouden, hoewel die in strijd waren met het lutheranisme. 
George protesteerde tegen deze halve maatregelen en hij toonde zijn ontevredenheid over de halfslachtige resoluties die in oktober 1526 door de Staten werden aangenomen. Het was pas na de dood van zijn broer Casimir in 1527 dat hij een ernstige poging kon ondernemen om de Reformatie in te voeren in Brandenburg-Ansbach door in 1528 nieuwe resoluties door de Staten te laten goedkeuren. Tegelijkertijd bleef hij corresponderen met Luther en Philipp Melanchton, waarbij gediscussieerd werd over de evangelisatie van de kloosters, het gebruik van kloostereigendom voor evangelische voorstellen en vooral over de stichting van lagere scholen voor het volk en hogere scholen voor getalenteerde jonge mannen die bestemd waren voor kerk- en staatsdienst. Ook werkte George in samenwerking met de Raad van Neurenberg aan een kerkinstitutie naar het voorbeeld van het keurvorstendom Saksen. Na meerdere herzieningen en verbeteringen was het resultaat de in 1533 ingevoerde kerkorde van Brandenburg-Neurenberg. Nadat hij de Reformatie had ingevoerd in Neurenberg en Brandenburg-Ansbach, introduceerde hij het in zijn gebieden in Opper-Silezië.
George gebruikte ook zijn invloed om de Duitse Reformatie te helpen ontwikkelen. Nadat er een unie van protestanten in Opper- en Neder-Duitsland was gevormd om de verbeterde verdediging tegen de vergeldingsmaatregelen van de katholieke kerk aan te tonen, had George in 1529 een ontmoeting met keurvorst Johan van Saksen waarbij ze overeenkwamen om een aantal geloofs- en belijdenisartikelen door Luther te laten noteren. De commissie die hiermee belast werd kwam als resultaat met de Zeventien Artikelen van Schwabach, die grotendeels waren gebaseerd op de Vijftien Theses van het Colloquium van Marburg.
Zowel bij de Conventie van Schwabach als die van Schmalkalden ondervond George geen gewapend verzet van keizer Karel V en diens bondgenoten en moest hij zichzelf ook niet verdedigen. Hij verzette zich energiek tegen de keizer toen die bij de Rijksdag van Worms in 1530 voorstelde om het evangelische prediken te verbieden. Koning Ferdinand van Bohemen en Hongarije, de broer van keizer Karel V, bood George een aanlokkelijk voorstel aan: als hij de keizer zou steunen, kreeg hij een groot aantal Silezische bezittingen. George weigerde en bleef samen met de keurvorst van Saksen de Reformatie verdedigen. Toen zijn neef, de streng katholieke keurvorst Joachim I Nestor van Brandenburg, in 1535 stierf, begeleidde George diens zonen bij het invoeren van de Reformatie in hun gebieden. In 1541 nam hij deel aan het religieus colloquium van Regensburg, waar zijn neef Joachim II Hector een laatste vergeefse poging deed om de verschillen tussen protestanten en katholieken te overbruggen. Dit was de laatste religieuze conferentie die George bijwoonde.
Hij stierf op 59-jarige leeftijd.

## Huwelijken en nakomelingen
George huwde driemaal. Eerst huwde hij op 21 januari 1509 met Beatrix de Frangepan (1480-1510), maar dit huwelijk bleef kinderloos.
Op 9 januari 1525 huwde hij met zijn tweede echtgenote Hedwig (1508-1531), dochter van hertog Karel I van Münsterberg-Oels. Ze kregen twee dochters:
- Anna Maria (1526-1589), huwde in 1544 met hertog Christoffel van Württemberg
- Sabina (1529-1575), huwde in 1548 met keurvorst Johan George van Brandenburg

Op 25 augustus 1533 huwde hij met zijn derde echtgenote Emilie (1516-1591), dochter van hertog Hendrik IV van Saksen. Ze kregen vier kinderen:
- Sophia (1535-1587), huwde in 1560 met hertog Hendrik XI van Liegnitz
- Barbara (1536-1591)
- Dorothea Catharina (1538-1604), huwde in 1556 met burggraaf Hendrik V van Plauen
- George Frederik (1539-1603), markgraaf van Brandenburg-Ansbach en regent van Pruisen